# HMS Curlew (1854)
El HMS Curlew fue una balandra de la Royal Navy de propulsión mixta que sirvió en la Guerra de Crimea y tuvo un destacado papel en la llamada Cuestión Christie, grave conflicto que llevó a la ruptura de relaciones diplomáticas entre el Imperio de Brasil y Gran Bretaña.

## Historia
El HMS Curlew fue botado el 31 de mayo de 1854 en los astilleros de Deptford.
De propulsión mixta, contaba con aparejo de sloop y máquina de vapor que impulsaba una hélice (clase Swallow). Su casco era de madera, tenía 42,3 m de eslora, 625 toneladas de desplazamiento y montaba 9 cañones.
El 16 de agosto de 1854 se incorporó al servicio al mando del comandante Rowley Lambert y partió de Woolwich rumbo al mar Mediterráneo. Durante la Guerra de Crimea sirvió en el Mediterráneo y en el Mar Negro.
Entre el 1 de octubre de 1855 y el 1 de febrero del siguiente año permaneció afectado al Mediterráneo al mando del comandante John James Kennedy.
Del 1 de febrero de 1856 al 11 de diciembre de 1858 mantuvo su comisión al mando del comandante William Horton, regresando entonces a Plymouth. 
El 20 de agosto de 1860 al mando del comandante Edward Wingfield Shaw partió al Atlántico Sur para sumarse a la estación naval británica en esas aguas. El 9 de agosto de 1861 se hizo cargo del buque el comandante Charles Stuart Forbes, una de cuyas últimas acciones consistieron en el bloqueo del puerto de Río de Janeiro donde junto a la fragata HMS Forte, buque insignia al mando del capitán Thomas Saumarez, la balandra HMS Stromboli (comandante Arthur Robert Henry), la corbeta HMS Satellite (comandante John Ormsby Johnson) y la cañonera HMS Doterel, capturó cinco barcos que estaban anclados allí, en el punto más álgido de la llamada Cuestión Christie.
El 17 de noviembre de 1862 se hizo cargo del mando el comandante Thomas Alexander Pakenham, y a comienzos de 1865 regresó a Plymouth. El 18 de mayo de ese año fue retirada del servicio y el 29 de agosto vendida a C. Marshall.